# 島影盟
島影 盟（しまかげ ちかい、1902年2月18日 - 1983年2月8日）は、日本の文筆家。

## 生涯
福島県出身。
1966年刊の『現代に生きる心得』の著者略歴には「かつて文化運動にたずさわり、文学をやり演劇に関係したこともあるが、二十年来啓蒙的な教養書の著述に専念」「戦後しばらくは、疎開地の昭和電工にあって従業員の指導にあたり、また労働組合の文化の面で啓蒙的役割を果すところがあった」とある。
青年時代から著述活動を行い、ひとのみち教団の批判や死後世界などを著じ、戦後は多くの人生指南書を執筆した。

## 著書
- 満洲移民の実相 現代パンフレット通信社 1935
- 生命の真相 死んだらどうなるか 日本書房 1935
- 山の不思議海の怪異 海・山に探る妖怪変化の正体 森田書房 1936
- 現代人の観たる擬似宗教の真相 広木勇郎共著 大東出版社 1936
- 墓相と心霊問題批判 大東出版社 1936
- 霊魂物語 死んだらどうなるか? 森田書房 1936
- 怪教「ひとのみち」を裁く 悪魔的不徳・痴態振り 森田書房 1936
- 邪教・妖術を裸にする 森田書房 1936
- 戦争と貞操 大東京出版社 1937
- 仏教の戦争観 林屋友次郎共著 大東出版社 1937
- 遺言辞世の研究死の心境 教材社 1937
- 医道革新論 医療制度と医療費を中心として 諸岡存共著 大東出版社 1937
- これでも生きられる 簡素生活の真味 大東出版社 1938
- 死生観と死の実相 教材社 1938
- 生活の再設計 大東出版社 1939
- 生活の偉人 伝記集成 東邦書院 1939
- 臨終の心境と死生観 教材社 1939
- 読書の技術 教材社 1940
- 二宮尊徳思想録 教材社 1941
- 修養三百六十五日 教材社 1941
- 己を知る 教材社 1942
- 生活の情熱 われら豊かに生きん 三学書房 1942
- 水戸葉隠 新興亜社 1943
- 修養の智恵 教材社 1943 (今日の教養書選)
- 若き日の読書 何を如何に読んだらよいか 泰光堂 1951 (教養選書)
- 手紙・挨拶・式辞 池田書店 1951 (今日の教養書選)
- 偉大なる魂の記録 偉人はどう生きたか 泰光堂 1951
- 言葉の活用法 池田書店 1951 (今日の教養書選)
- 尊徳に学ぶ 池田書店 1951 (今日の教養書選)
- 人生について考える 泰光堂 1951
- 時間の活用法 池田書店 1952 (今日の教養書選)
- 実用文の書き方 池田書店 1952 (今日の教養書選)
- ものの判断と考え方 泰光堂 1952 (教養選書)
- 生と死の思索 泰光堂 1952
- 東洋金言集 池田書店 1953 (今日の教養書選)
- 人生をどう生きるか 泰光堂 1953 (教養選書)
- 高いところからの声 人生金言 泰光堂 1954 (教養選書)
- 日々の格言 泰光堂 1954
- 読書と人生 文理書院 1954
- 偉大な人間の歩み 丸山義二、恒屋清蔵共著 泰光堂 1954 (教養選書)
- 話術ノート 明玄書房 1955
- 人生苦の処方 白揚社 1955
- 幸福の探求 泰光堂 1955 (教養選書)
- 現代に生きる考え方 泰光堂 1955 (教養選書)
- 手紙百趣 明玄書房 1955
- 貴方の読書のために 池田書店 1956 (教養新書)
- 真実に生きた人々 人生いかに生きるかの指標 文理書院 1956 (緑の新書)
- 恋愛と人生 泰光堂 1957 (教養選書)
- 慾望と人生 泰光堂 1957 (教養選書)
- 自己を生かす生き方 文理書院 1958
- 新しい青年の手紙 池田書店 1958 (実用新書)
- 道徳と自由 泰光堂 1958 (教養選書)
- 人生の教師たち 鑓田研一、山田清三郎共著 泰光堂 1958 (教養選書)
- 人生をみちびくもの 山田清三郎、山内房吉共著 泰光堂 1958 (教養選書)
- 真実に生きた魂 細野孝二郎、五十公野清一共著 泰光堂 1958 (教養選書)
- 野口英世 医学に生命をささげた人 岩崎書店 1959 (少国民の偉人物語文庫)
- 人生訓三百六十五日 泰光堂 1959
- 人のタイプと心理 白楊社 1959
- 理想に生きた人々 文理書院 1959 (緑の新書)
- 人生に成功する法 青春新書 1959
- 教養をつくる読書法 文理書院 1959
- 自信をもって生きる法 生き方の現実的な知恵 青春新書 1959
- 人に好かれること人をひきつけること 人生を生きる知恵　青春新書 1960 のち文庫
- 人生の積極的生き方 青春新書 1960
- 常識としてのエチケット 文理書院 1960
- 自信をもった話し方 青春新書 1960
- 自己を最高に生かす 才能の生かし方伸ばし方 泰光堂 1960 (教養選書)
- 1日を2倍にする法 時間を有効に使うには 青春新書 1961
- 人生の悩みを解決する生き方 青春新書 1961
- 人生の疑問 その考え方と生き方 文理書院 1962
- ものを判断すること 青春新書 1962
- 人生を生きる知恵 より良く生きるための哲学 文理書院 1963
- 日本に警告する30章 泰光堂 1964
- 現代に生きる心得 民主主義的人生論 文理書院 1966
- 人を見ぬく知恵 処世のための人間学 白揚社 1966
- 自己を生かす知恵 あなたの運命をきり開く秘訣 白揚社 1967
- 生と死を考える 泰光堂 1967
- 何をささえに生きるか 弱気を追い払う勇気の発見 大和書房 1968 (銀河選書)
- 何を信じて生きるか 大和書房 1969 (銀河選書)
- 人生に自分を賭ける 自己を最高に生かす生き方 白揚社 1970
- うまい時間の使い方 芸術生活社 1970
- 生にとって死とはなにか 悩める人間の原点をさぐる 大和書房 1972 (銀河選書)
- 人間操縦法 うまい人の使い方 芸術生活社 1972
- 人間鑑定法入門 芸術生活社 1972 (芸生新書)
- 人生をいかす恋愛 あなたの悩みに答える 白揚社 1973
- 性格と運命 あなたの運命を変えるために 芸術生活社 1974
- 死と死後のこと その神秘と疑問に答える 白揚社 1976
- 人に好かれるつきあい方 あすなろ書房 1977.3
- 人間の死に方 白揚社 1978.9
- 人間関係の表と裏 ひとを見わける知恵 白揚社 1979.4
- 人生の転機をどう生かすか 中年からの生活の発見 白揚社 1980.7

## 翻訳
- 満蒙奥地探険の手記 アーナート 森田書房 1936